# Monastère Saint Jean de Khenchara
 (septembre 2016).
Le monastère Saint Jean de Khenchara (arabe : دير مار يوحنا الخنشارة) est un monastère se trouvant dans le village de Khenchara du caza du Metn au Liban. La première imprimante en lettres arabes au Moyen-Orient y est conservée. Il est la résidence de l'Ordre basilien choueirite.

## Histoire
Le monastère Saint Jean de Khenchara, connu aussi sous le nom de monastère et-Tabcheh, a été fondé entre 1696 et 1697. L'une des trois églises présentes est dédiée à Saint Jean le Baptiste et date du XIIe siècle. On y trouve aussi l'église Saint Nicolas avec son iconostase de bois de chêne en relief.

## L'imprimante en lettres arabes
En plus de sa collection d’icônes et de sa bibliothèque, ce monastère est aussi connu pour abriter la première imprimante en lettres arabes au Moyen-Orient après avoir été pris par Zakher du monastère de Balamand, et sa première publication date de 1734. Elle était utilisée par l'Empire Ottoman qui dominait alors la région.

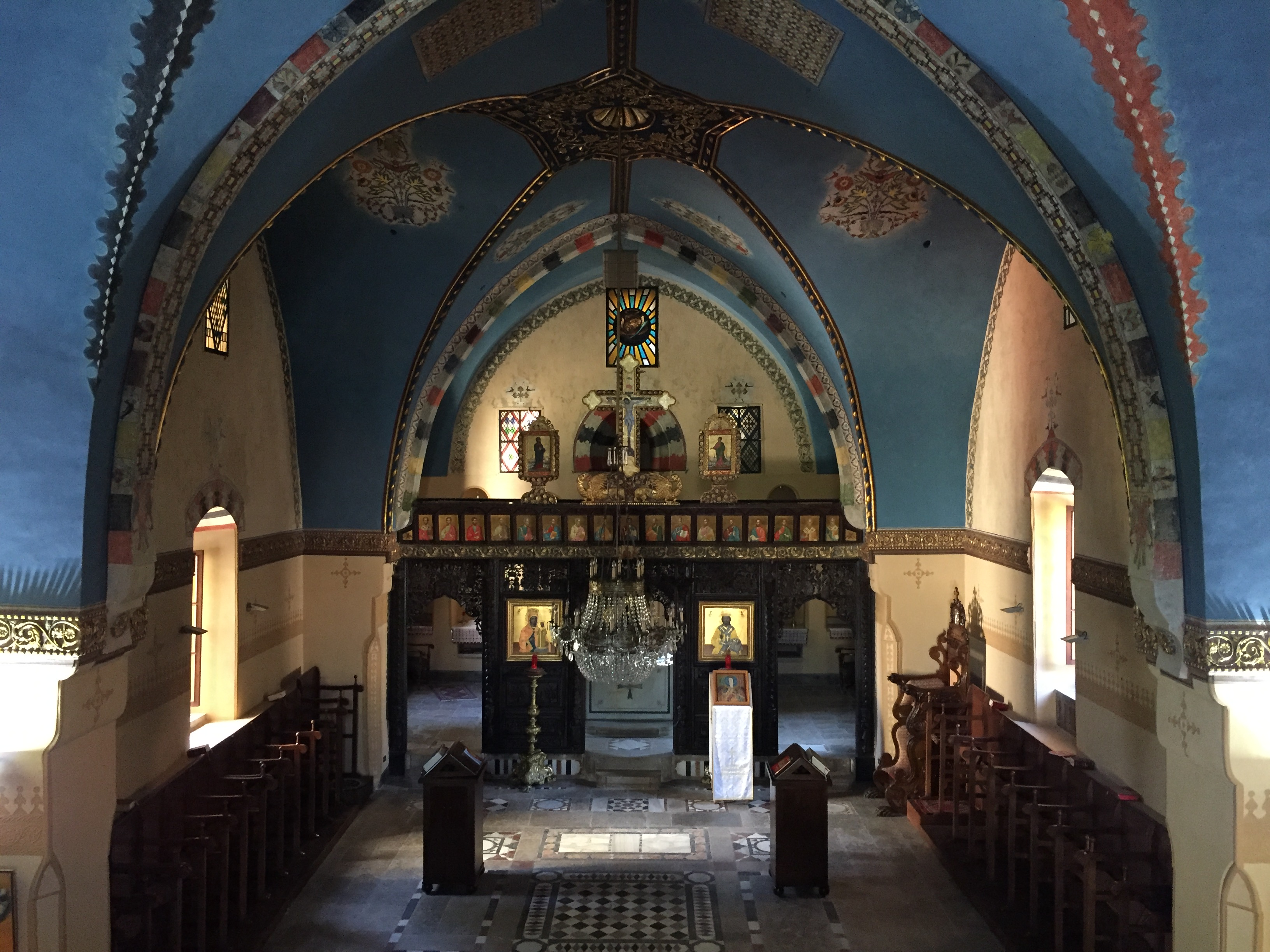
eglise Saint Nicolas

## La viticulture
Le monastère Saint Jean est connu pour son vin fabriqué à partir du raisin des vignes entourant le monastère. C'est cette production qui est la base de l'économie du monastère. Une petite partie est consommée sur place, et le reste est exporté en France et dans d'autres pays européens.

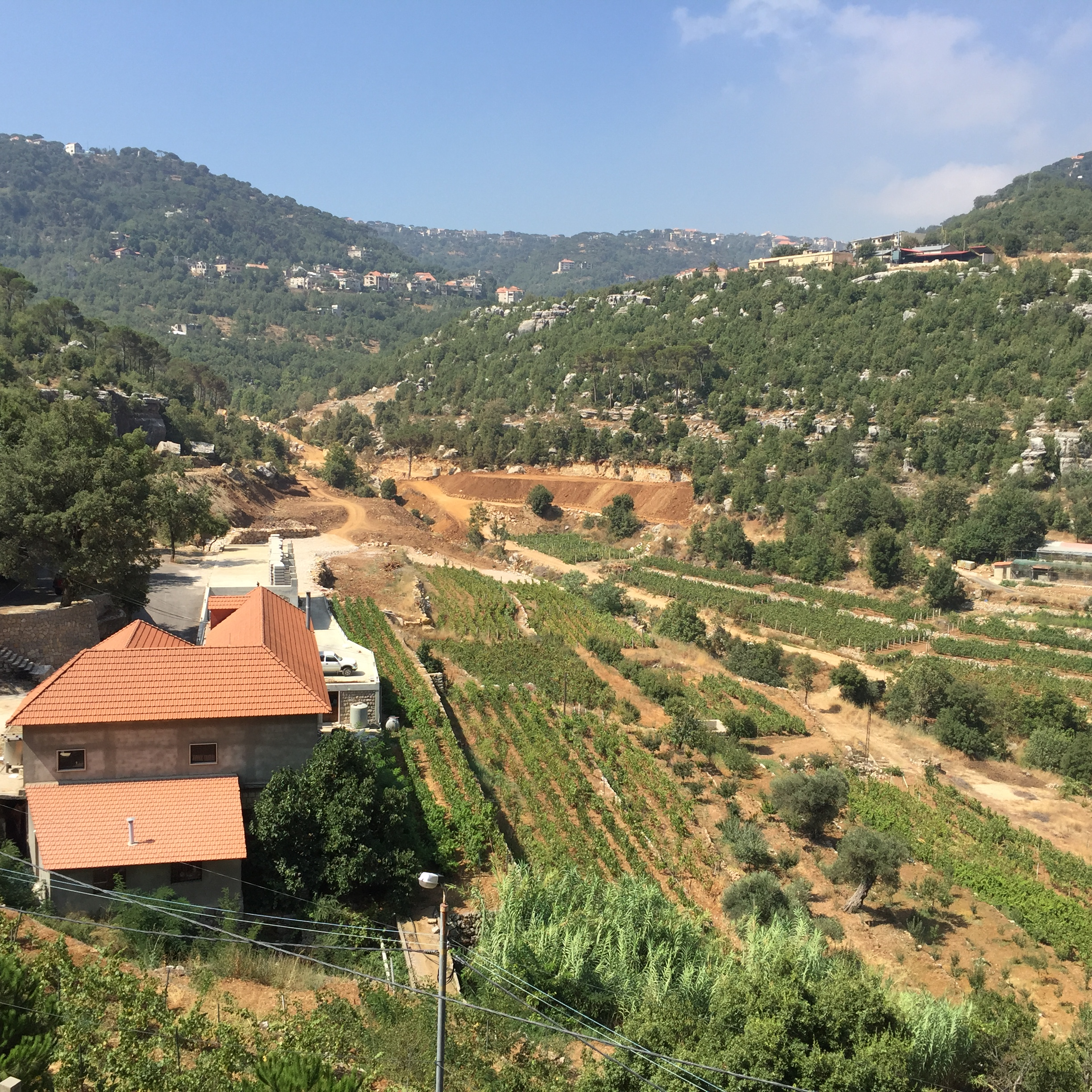
Cave du monastère Saint Jean